# 天水囲駅

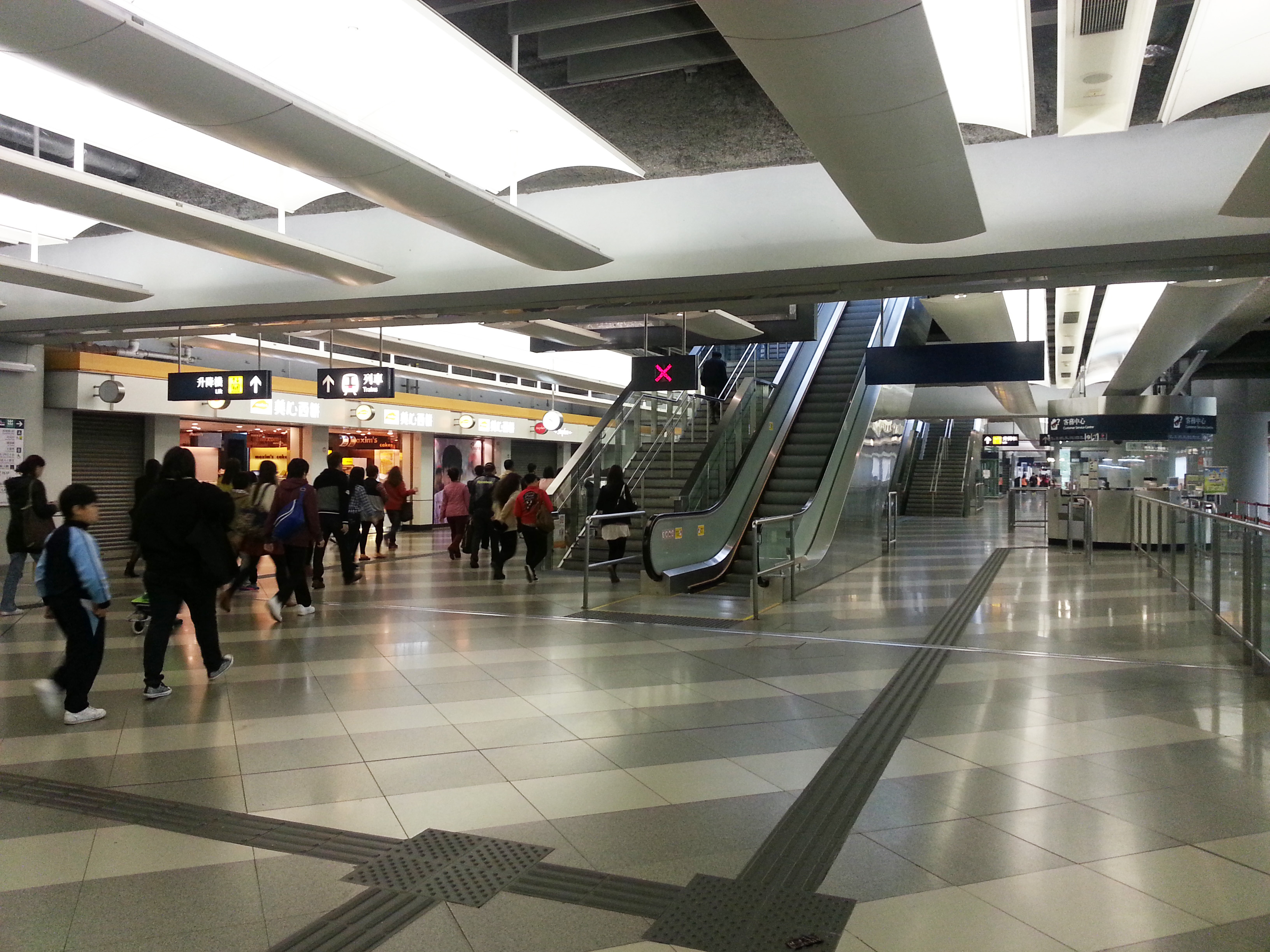
コンコース

天水囲駅（てんすいいえき）は、香港新界元朗区屏山天福路にある香港鉄路（港鉄MTR）の駅である。軽鉄の駅番号は430である。

## 利用可能な路線
- 香港鉄路 (港鉄)
  - ■屯馬線
  - ■軽鉄
    - 系統■705・■706・■751・■751P。
      - なお、系統751Pは本駅が始発着駅となる。

## 駅構造

### 屯馬線
- 島式ホーム1面2線をもつ高架駅である。
- 東口は軽鉄のホームにつながる。

| P ホーム | ➋番線                      | ■屯馬線烏渓沙方面→                              |
| P ホーム | 島式ホーム、右側の扉が開く |                                                 |
| P ホーム | ➊番線                      | ←■屯馬線屯門方面                                |
| C 改札階 | 改札階                     | 出口、高架通路                                  |
| C 改札階 | 改札階                     | 受付センター、トイレ                            |
| C 改札階 | 改札階                     | 商店、乗車券販売機、自動販売機、「e分鐘著數」機 |
| G 地面   | ■軽鉄天水囲駅              | ■軽鉄天水囲駅、聚星楼、屏山文物径               |
| G 地面   | ■軽鉄天水囲駅              | 駐輪場、高架通路                                |
| G 地面   | バスターミナル             | バスターミナル、屏廈路                          |
| G 地面   | バスターミナル             | 駐輪場、高架通路                                |

### 軽鉄
- 島式ホーム1面2線と単式ホーム1面1線を持つ地上駅である。
- 西口は屯馬線の大堂につながる。

| C 屯馬線        | 屯馬線 改札階 | ■屯馬線天水囲駅、軽鉄受付センター                      |
| G ホーム (地面) | 出口          | 天福路、バスターミナル                                 |
| G ホーム (地面) | ❶番線         | ■系統705 内回り 天栄・天恒・天瑞方面                   |
| G ホーム (地面) | ❷番線         | ■系統751・■751P 天逸方面                               |
| G ホーム (地面) | ❸番線         | ■系統706 外回り 天瑞・天恒・天栄方面 ■系統751 友愛方面 |

## 駅周辺
- 天盛商場
  - セブン-イレブン
  - サークルK など
- 聚星楼
- 屏山文物径
- 上璋囲
- 天耀邨
- 天祐苑
- 天盛苑
- 天慈邨

## 歴史
- 2003年12月6日 - 開業。従来天水囲駅と称されていた軽鉄の駅が天栄駅へ改称。
- 2003年12月20日 - 九広西鉄 (現在の屯馬線)が開業し当駅に接続。

## 隣の駅
香港鉄路
■屯馬線
兆康駅 - 天水囲駅 - 朗屏駅
■軽鉄
■系統705（内回り）・■系統706（外回り）
天耀駅 (445) - 天水囲駅(430) - 天慈駅 (435)
■系統751
坑尾村駅 (425) - 天水囲駅(430) - 天慈駅 (435)
■系統751P
天水囲駅(430) - 天慈駅 (435)